# Vat 69
Vat 69 è un blended scotch whisky creato nel 1882 a Leith dalla William Sanderson & Co. Divenne noto in Italia per il product placement (in sostanza una pubblicità occulta) effettuato dall'attore Gigi Proietti nel film cult Febbre da cavallo ("un fischio maschio senza raschio", una delle tante battute che gli dedicava Gigi Proietti nelle vesti di un improbabile attore impegnato in uno spot pubblicitario dello stesso).
L'azienda che lo produce venne fondata da Willam Sanderson, un imprenditore originario della città scozzese che già all'età di tredici anni aveva iniziato l'apprendistato nel settore delle bevande alcoliche presso la bottega di Matthew Buchan, un commerciante di spirits, cordial e liquori. Nel 1863 Sanderson, grazie anche all'ingresso nel 1860 nel business dell'azienda di famiglia di suo figlio William Mark, decise di mettersi in proprio aprendo una distilleria e rivendita di sostanze alcoliche in Quality Street (ora Maritime Street) a Leith. Nel 1880 Sanderson cominciò a pensare alla creazione di una specialità che potesse rendere riconoscibile l'azienda e così nel 1882 chiese ad amici ed intenditori del settore il parere sul gusto di una serie di barili (circa un centinaio) contenenti whisky custoditi nelle cantine della ditta: secondo la tradizione, la scelta di ogni giudice ricadde sul barile numero 69: fu così che dalla miscela contenuta in quella specifica botte nacque il William Sanderson & Son blended whisky, ribattezzato poi Vat 69 (dal nome d'origine della custodia del prodotto), il quale si dimostrò presto essere un liquore popolare e apprezzato dalla clientela.

## Storia
Per identificare il prodotto William Sanderson scelse l'iconica bottiglia lunga, da allora rimasta come flagship del prodotto. Il logo distintivo dell'etichetta del prodotto è stata copiato in maniera perfettamente identica a quello impresso sul barile dove era originariamente custodito il whisky. Nel 1908, per il timore che la forte concorrenza nel segmento delle bevande alcoliche potesse compromettere l'azienda, la William Sanderson & Co. rilevò la distilleria Glen Garioch, società attiva nella manifattura di materie prime per il grano; nello stesso anno William Sanderson scomparve, lasciando le redini della società in mano al figlio William Mark. Nel 1917 William Mark Sanderson fondò la Bonding & Transport, una joint venture con la società produttrice di vino Macdonald & Muir, per gestire lo stoccaggio e l'esportazione dei suoi prodotti. Alla fine della prima guerra mondiale (a causa della quale William Mark aveva perso tre fratelli e due nipoti, i quali erano compartecipi della gestione dell'azienda), William Mark rilevò una società complementare al business, la Robertson & Sanderson, produttrice di blended scotch whisky. Nel 1922 il figlio maggiore di William Mark, Kenneth Sanderson, entrò nella gestione dell'azienda diventando responsabile della divisione export (e quindi della distribuzione internazionale del Vat 69) e diventando direttore della controllata Glen Garioch. Nel 1929 anche William Mark scomparve, lasciando la società nelle mani di suo figlio Kenneth, il quale comunque continuò a focalizzare il business dell'azienda sul suo prodotto simbolo, ossia il Vat 69, Negli Stati Uniti già nel 1933, alla fine del proibizionismo, era diventato uno degli scotch whisky più apprezzati. Nel 1935, però, l'azienda fu costretta ad una fusione con la società Booth’s Distilleries, insieme alla sua controllata Millburn and Stromness. Poco dopo, nel 1937, la società fu rilevata dalla Distillers Company e nel 1941 Kenneth Sanderson divenne manager della compagnia, ora ridenominata The House of Sanderson. 
Dopo lo scoppio della seconda guerra mondiale, le restrizioni emanate dalle autorità britanniche sul consumo di alcolici nel Paese, durate fino al 1954, ebbero un impatto non indifferente sull'andamento economico dell'azienda, che tuttavia riuscì a portare avanti il suo business. Nel medesimo anno Kenneth Sanderson divenne chairman della società e Kenneth Ross fu nominato managing director. Nel 1961 la società spostò il suo quartier generale di Londra da Bath Hous a Stanhope Gate. Nel 1964 la William Sanderson divenne la produttrice dell'Antiquary (la cui denominazione derivava da una novella di Walter Scott), uno scotch whisky creato nel 1857 da John e William Hardie; nel 1996 il brand verrà rilevato dalla Tomatin Distillery Company, una sussidiaria della compagnia giapponese delle bevande alcoliche Takara Shuzo. Nel 1967 alla Wm Sanderson & Son Ltd fu riconosciuto il titolo del Queen’s Award for Industry come riconoscimento per i propri meriti nell'aumento dell'export dei prodotti britannici. Nel 1969 la società decise di chiudere lo storica fabbrica scozzese di Leith, ormai divenuto poco funzionale per le esigenze di vendita a causa dell'alta quantità richiesta, trasferendosi nel sito produttivo della Distillers Group a South Queensferry. Nel 1980 la William Sanderson introdusse sul mercato tedesco il Glenesk, un tipo di liquore originario delle Highlands scozzesi e fatto invecchiare 12 anni in barili di sherry, anch'esso come Vat 69 con una gradazione alcolica al 40%. Nel 1986 la Distillers Company cede il brand alla compagnia del settore bevande United Distillers, la quale nel 1997 effettuerà il merger con la multinazionale inglese del largo consumo Grand Metropolitan, dando vita alla multinazionale inglese delle bevande alcoliche Diageo. Da quel momento in poi il brand Vat 69 diventerà parte del portafoglio di marchi detenuti dalla Diageo.

## Situazione attuale
Nel 2016 Vat 69 ha riportato vendite per 1,076 per volume con una quota nel segmento degli scotch whisky pari al 1.4% del mercato, piazzandosi in posizione n. 20 (su 100 analizzate) nel market share del settore. È popolare soprattutto nei mercati di Sudafrica, Uruguay e Argentina, oltre che in India, dove a differenza degli altri Paesi non viene importato ma ha una sua fabbrica di produzione propria. Nel 2017 le autorità indiane, mercato dove Diageo opera autonomamente attraverso la sua sussidiaria United Spirits Limited (USL), hanno emanato un decreto di blocco delle vendite della durata di due anni per i brand Vat 69 e Smirnoff, entrambi controllati dalla multinazionale olandese: il motivo sarebbe dovuto a un mancato rispetto da parte di Diageo della regolamentazione di vendita attraverso la disciplina dell'uso del codice a barre per i suoi prodotti.

## Caratteristiche e varianti
Il Vat 69 è ancora oggi imbottigliato con la stessa metodologia delle origini (1882) e non è sottoposto ad alcun processo di invecchiamento.
Il Vat 69 è una miscela di circa 40 tipi differenti di malto e frumento. La versione distribuita nel mercato del Regno Unito si distingue da quella commercializzata nel resto del mondo per il fatto di contenere più malto; tuttavia i consumatori lo giudicano un malt scotch whisky classico almeno nel 33% della sua formula. Ne sono state prodotte diverse varianti:
- Vat 69 Blended Scotch Whisky For U.S. AIR FORCE
- Vat 69 Blended Scotch Whisky
- Vat 69 Fine Scotch Whisky
- Vat 69 Finest Scotch Whisky
- Vat 69 Finest Scotch Whisky Miniature
- Vat 69 Finest Scotch Whisky Centenary
- Vat 69 Liquer Scotch Whisky
- Vat 69 Gold
- Vat 69 Reserve De Luxe Scotch Whisky

## Nella cultura popolare
- Nel dipinto Natura morta con whisky di Maurice de Vlaminck la bottiglia in questione è un Vat 69.

- Nel film del 1976 Febbre da cavallo, lo scommettitore Mandrake (Gigi Proietti), per racimolare i soldi da scommettere si improvvisa attore di un Carosello sul Vat 69, ma sbaglia di continuo la parte e infine se ne va dal set.